# 510th Fighter Squadron
Le 510th Fighter Squadron (510th FS), est un escadron de chasse de l'United States Air Forces in Europe appartenant au 31st Fighter Wing basé à Aviano Air Base en Italie.

## Historique
- 4 février 1943 : création du 625th Bombardment Squadron (Dive)
- 1er janvier 1943 : activation
- 10 août 1943 : redésigné 510th Fighter Bomber Squadron
- 20 août 1943 : redésigné 510th Fighter Bomber Squadron, Single Engine
- 30 mai 1944 : devient le 510th Fighter Squadron, Single Engine
- 27 octobre 1945 : dissolution
- 15 octobre 1952 : redésigné 510th Fighter Bomber Squadron
- 1er décembre 1952 : réactivation
- 1er juillet 1958 : dissolution
- 11 mars 1959 : l'escadron prend la désignation de 510th Tactical Fighter Squadron
- 9 avril 1959 : activation
- 15 novembre 1969 : dissolution
- 1er octobre 1978 : activation
- 1er février 1994 : dissolution
- 23 mars 1994 : redésigné 510th Fighter Sqdn
- 1er juillet 1994 : activation

## Bases
- Drew Field (Floride) : 1er janvier 1943 - 12 septembre 1943

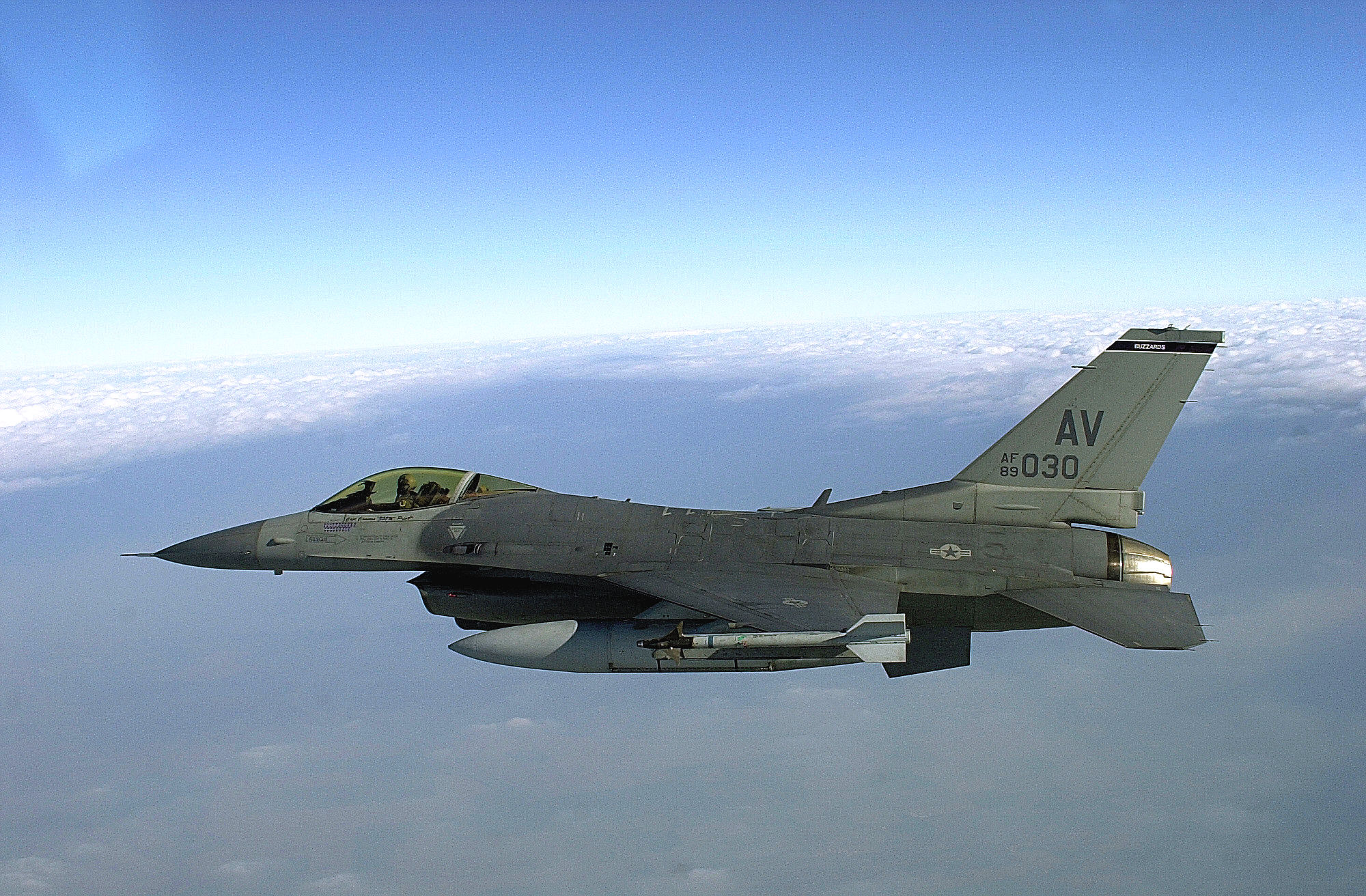
F-16C du 510th Fighter Squadron en février 2001

- Walterboro AAFld (Caroline du Sud) : 12 septembre 1943 - 5 mars 1944
- Christchurch (Angleterre) : 6 mars 1944 - 29 juin 1944
- Picauville (France) : 30 juin 1944 - 10 septembre 1944
- St Dizier (France) : 11 septembre 1944 - 5 février 1945
- Ophoven (Belgique) : 6 février 1945 - 22 avril 1945
- Kitzingen (Allemagne) : 23 avril 1945 - 13 mai 1945
- Straubing (Allemagne) : 14 mai 1945 - 24 octobre 1945
- Camp Kilmer (New-Jersey) : 25 octobre 1945 - 27 octobre 1945
- Godman AFB (Kentucky) : 1er décembre 1952 - 16 avril 1953
- Langley AFB (Virginie) : 17 avril 1953 - 1er juillet 1958
- Clark AB (Philippines) : 9 avril 1959 - 15 mars 1964
- Chai-Yi AB (Taiwan) : déployé du 1er juillet 1959 au 8 juillet 1959 et du 2 novembre 1959 au 12 novembre 1959
- Takhli RTAFB (Thailande) : déployé du 11 mai 1962 au 8 juin 1962
- England AFB (Louisiane) : 16 mars 1964 - 9 novembre 1965
- Clark AB (Philippines) : déployé du 8 mai 1965 au 20 août 1965
- Bien Hoa AB (Sud Vietnam) : 10 novembre 1965 - 15 novembre 1969
- RAF Bentwaters (Angleterre) : 1er octobre 1978 - 3 janvier 1993
- Spangdahlem AB, Allemagne : 4 janvier 1993 - 1er février 1994
- Aviano AB (Italie) : 1er juillet 1994 -

## Affectations
- 405th Bombardment Group : 1er mars 1943 -  ??
- 405th Fighter Bomber Group : ?? - ??
- 405th Fighter Group : 27 octobre 1945 - 30 novembre 1952
- 405th Fighter Bomber Group : 1er décembre 1952 - 7 octobre 1957
- 405th Fighter Bomber Wing : 8 octobre 1957 - 1er juillet 1958
- 405th Fighter Wing : 9 avril 1959 - 15 mars 1964
- Joint Task Force 116 : 16 mai 1962 - 8 juin 1962 (détaché)
- 3rd Tactical Fighter Wing : 16 mars 1964 - 15 novembre 1969
- 405th Fighter Wing : 8 mai 1965 - 17 août 1965 (détaché)
- 81st Tactical Fighter Wing : 1er octobre 1978 - 30 septembre 1992
- 52nd Fighter Wing : 1er octobre 1992 - 1er février 1994
- 31st Fighter Wing : 1er juillet 1994 -